# Zaragoza Hurricanes 2017
Questa voce raccoglie le informazioni riguardanti gli Zaragoza Hurricanes nelle competizioni ufficiali della stagione 2017.

## Liga Norte Senior 2017

### Stagione regolare
| Saragozza 18 dicembre 2016, ore 13:00 | Zaragoza Hornets | 0 – 26 (0-14 0-6 0-0 0-6) referto | Zaragoza Hurricanes | Parque Deportivo Ebro |

| Saragozza 4 febbraio 2017, ore 16:00 | Zaragoza Hurricanes | 43 – 0 (0-0 21-0 14-0 8-0) referto | Zaragoza Hornets | Parque Deportivo Ebro |

| Santander 11 marzo 2017, ore 17:30 | Cantabria Bisons | 14 – 27 referto | Zaragoza Hurricanes | IMD La Albericia |

| 1º aprile 2017, ore 16:00 | Zaragoza Hurricanes | 37 – 3 (0-3 18-0 13-0 6-0) referto | Cantabria Bisons |  |

## Statistiche di squadra
| Competizione      | %Vittorie | In casa | In casa | In casa | In casa | In casa | In casa | In trasferta | In trasferta | In trasferta | In trasferta | In trasferta | In trasferta | Totale | Totale | Totale | Totale | Totale | Totale |
| Competizione      | %Vittorie | G       | V       | N       | P       | Pf      | Ps      | G            | V            | N            | P            | Pf           | Ps           | G      | V      | N      | P      | Pf     | Ps     |
| ----------------- | --------- | ------- | ------- | ------- | ------- | ------- | ------- | ------------ | ------------ | ------------ | ------------ | ------------ | ------------ | ------ | ------ | ------ | ------ | ------ | ------ |
| Stagione regolare | 1.000     | 2       | 2       | 0       | 0       | 80      | 3       | 2            | 2            | 0            | 0            | 53           | 14           | 4      | 4      | 0      | 0      | 133    | 17     |
| Totale            | 1.000     | 2       | 2       | 0       | 0       | 80      | 3       | 2            | 2            | 0            | 0            | 53           | 14           | 4      | 4      | 0      | 0      | 133    | 17     |